# Fredi Bobic
Fredi Bobic est un footballeur international allemand né le 30 octobre 1971 à Maribor en Slovénie.
Cet attaquant international a 37 matches et 10 buts pour la Mannschaft à son compte. 
Fredi Bobic a été le directeur sportif du VfB Stuttgart jusqu'en septembre 2014.

## Carrière

### De joueur
- 1990-1992 : TSF Ditzingen  Allemagne
- 1992-1994 : Stuttgarter Kickers  Allemagne
- 1994-1999 : VfB Stuttgart  Allemagne
- 1999-2001(déc.) : Borussia Dortmund  Allemagne
- 2001 (déc.)-2002 : Bolton Wanderers (prêt)  Angleterre
- 2002-2003 : Hanovre 96  Allemagne
- 2003-2005 : Hertha BSC Berlin  Allemagne
- 2005-2006 : HNK Rijeka  Croatie

### D'entraîneur
Le 25 mars 2009, il signe un contrat de manager pour le club bulgare de Chernomorets Burgas. Il manage Krasimir Balakov, avec qui il a joué à Stuttgart.

## Palmarès
- 37 sélections et 10 buts avec l'équipe d'Allemagne entre 1994 et 2004.
- Vainqueur de l'Euro 1996 (Allemagne).
- Champion d'Allemagne : 2002 (Borussia Dortmund).
- Vainqueur de la Coupe d'Allemagne : 1997 (VfB Stuttgart).
- Vainqueur de la Coupe de Croatie : 2006 (HNK Rijeka).
- Finaliste de la Coupe des Vainqueurs de Coupes : 1998 (VfB Stuttgart).
- Meilleur buteur de la Bundesliga 1996 (VfB Stuttgart).